# Falling Inn Love
Falling Inn Love és una pel·lícula de comèdia romàntica dels Estats Units del 2019 dirigida per Roger Kumble, a partir d'ung uió d'Elizabeth Hackett i Hilary Galanoy. És protagonitzada per Christian Milian i Adam Demos. Es va anunciar el 2019 i es va estrenar el mateix any a Netflix, el 29 d'agost. Es va filmar a Thames, a Nova Zelanda.

## Sinopsi
Després de perdre la feina i el seu xicot, la jove Gabriela, una executiva de San Francisco, guanya en un concurs un hotel rural a Nova Zelanda. Aleshores decideix deixar enrere la vida a la ciutat per restaurar el local i engegar-hi un negoci amb l'ajuda d'en Jake Taylor, un jove i eixerit contractista.